# Parroquia Santa María de la Asunción (Tequisquiapan)
El Templo Parroquial Santa María de la Asunción es una iglesia parroquial de México ubicada en la plaza Miguel Hidalgo en la cabecera municipal de Tequisquiapan, Querétaro. Es un templo de culto católico, dedicado a Santa María de la Asunción, y pertenece a la diócesis de Querétaro. Es una construcción de estilo neoclásico no concluida hasta principios del siglo XX.
La Parroquia y el Templo, Santa María de la Asunción recibe este nombre ya que el pueblo al ser fundado el 24 de julio de 1551 recibe el nombre de Santa María de la Asunción y las Aguas Calientes.

## Historia
Tequisquiápan, se localiza en la región de los Valles centrales la diócesis de Querétaro y en la parte sureste del estado de Querétaro.
Por primera vez la aparición del hombre en el Estado de Querétaro se da en el municipio de Tequisquiapan, en la comunidad de San Nicolás, concretamente en una cueva, conocida como: “Cueva del diablo”, en donde se encontraron restos óseos en dicho lugar, perteneciente al México Central; esta investigación tiene una antigüedad entre el 5000-2500 a. C., pertenecientes a las etapas del Cenolítico Superior y el Protoneolítico.
Después de “Agualcatepetl” (lugar del cerro de abundante agua) nombre antiguo de San Nicolás, en dirección Noroeste, sobre la sierra de la Llave, concretamente, en la comunidad de la Trinidad y la de los Cerritos, se instalaron algunos grupos prehispánicos; más adelante en dirección norte, río abajo, en el lugar conocido como el barrio de la Magdalena, se apostaron los Chichimecas y después los Otomíes, por ser un lugar codiciado por estos grupos, ya que con las crecientes del río y unas Vegas fértiles para la agricultura con muchos manantiales de aguas termales y cristalinas.
El conde de Villalón despojó de sus tierras a los habitantes del poblado de La Magdalena, cercano a San Juan del Río, pronto se hizo la correspondiente reclamación y defensa de sus derechos, los pusieron en posesión del feudo y ejidos. Pero los ejidos del pueblo de la Magdalena se componían de tierras áridas y por tal virtud, en compensación el Virrey don Antonio de Mendoza en junio de 1541 dispuso que se fundara un nuevo Poblado al otro lado del río, al oeste de “La Magdalena”, mediante Cédulas Reales de Carlos V y firmadas por el Virrey de la Nueva España D. Luis de Velasco y dadas a conocer por el conquistador indígena Don Nicolás de Luis Montañés. El 24 de junio de 1551, otros 1541. Fue fundado el pueblo SANTA MARIA DE LA ASUNCIÓN Y DE LAS AGUAS CALIENTES. Se consideran sus fundadores don Nicolás de San Luis Montañéz, Fray Juan Bautista, el Capitán Francisco Aguirre Montañéz y el Alférez Sebastián Bravante, quienes improvisaron una Cruz, construida a base de piedras amontonadas y un altar para oficiar una misa, como acto simbólico de la fundación y se le da el nombre de Santa María de la Asunción y de las Aguas Calientes.
El asentamiento indígena antes de la conquista era de indios chichimecas y otomíes. A la llegada de los españoles a la región, éstos establecieron una alianza con el cacicazgo otomí de Xilotepec para que coadyuvaran en la conquista y poblamiento de los territorios que se encontraban al norte de donde tenían asentados sus reales los caciques otomíes. La fundación de SANTA MARIA DE LA ASUNCIÓN se dio en forma pacífica, los indios chichimecas de estos lugares se encontraban en paz con los conquistadores, después de haber guerreado por más de 20 años. A partir del lugar donde se puso la cruz, el Capitán Don Domingo Moreno procedió a la medición del territorio. También dio posesión a las primeras autoridades que fueron como Gobernador en Jefe D. Bartolomé de Guzmán, don Juan Quijano y como fiscal mayor de la doctrina a don Miguel de Becerra.
Para el año de 1640, esta zona obtiene la categoría de “Pueblo”, ante la autoridad estatal, siendo motivo de orgullo para los pobladores de aquel entonces, por ser gobernado por indígenas, muy destacados, pero con el consentimiento y apoyo de los españoles avecinados aquí.
Este pueblo de Santa María de la Asunción, iniciado en el siglo XVI, como un pueblo sujeto a San Juan del Río, pero siempre gobernado por indios, en donde ya para el año de 1556, se tenían noticias en el Arzobispado de México, de los pueblos de Querétaro, San Juan del Río y Tequisquiapan, por los documentos mandados por las autoridades de aquel entonces, conforme a las visitas que tenía el cura de San Juan del Río.
En 1656, por petición de Juan Pérez Salmerón, se procedió a formar del pueblo de “La Magdalena” y del pueblo de “SANTA MARIA DE LA ASUNCIÓN Y DE LAS AGUAS CALIENTES” uno solo, dieron nuevamente posesión de las tierras a los indios para las gozaran en común.
A petición de Don Juan Pérez Salmerón, en 1656, esta población obtiene la designación con el nombre de “Tequisquiapan”; por ser palabra derivada de la lengua Náhuatl, se menciona “Tequexquitl”, que significa tequexquite y “Atl”, simboliza agua, que juntas quieren decir: “lugar de agua de tequexquite”; este hecho se hace ante el alcalde mayor Don Francisco Gutiérrez, y el Escribano, Don Lorenzo Vidal, quedando asentado ante una Cédula Real; posteriormente esta designación la menciona en su informe Don Pedro Martínez de Salazar y Pacheco, quien fuera Subdelegado en San Juan del Río. El 4 de febrero de 1861, Tequisquiapan fue declarado Villa y el 30 de junio de 1939 se convirtió en Municipio después de pertenecer a la jurisdicción de San Juan del Río.
La Parroquia Santa María de la Asunción recibe este nombre ya que el pueblo de Tequisquiapan antes de su fundación se llamaba Santa María de la Asunción y las Aguas Calientes. El 21 de agosto de 1716, aparece como primer párroco el Sr. Pbro. Bernardino Sierra. El 24 de agosto de 1716 se realiza el primer bautizo en la parroquia.
El Templo de Santa María Magdalena recibe este nombre por ubicarse en el barrio de la Magdalena; el año de 1765, se inicia la construcción, junto al mezquite donde se celebró la primera misa en conmemoración de la fundación de Tequisquiápan; el árbol aún se preserva en el atrio. Quizá esta fue la primera sede que tuvo la parroquia de Tequisquiápan, por ser la primera iglesia que existió, y su primitiva parroquia, pues en ella se bautizaban y se casaban los que se convertían del gentilismo; hasta que se construyó el actual templo parroquial (el Archivo Parroquial de Tequisquiápan, empieza en 1 )
El hermoso Templo parroquial de Santa María de la Asunción, fue construido en el centro de Tequisquiapan, El proceso de construcción del conjunto conceptual duró desde mediados del siglo XVIII hasta principios del siglo XX. Teniendo durante este tiempo importantes etapas de reconstrucción. No se puede establecer con certeza en qué fecha se fue construyendo cada una de las partes del Templo, ya que estas edificaciones se iban realizando poco a poco. Muy posiblemente se inició la primera etapa, en el año de 1738, otras investigaciones marcan que fue en 1744, la fachada se construyó en 1874; en 1900 se demolió el crucero y se empezó a reedificar, obra que se suspendió en 1910.
En 1919 se reinicia la obra y se termina en 1924 El padre Manuel Arévalo terminó la construcción de la media naranja que había quedado incompleta. El templo tiene una estructura arquitectónica propia del neoclásico. La fachada del templo es de cantera rosa, donde se aprecian sus bellas columnas en dos niveles, además de una ventana coral en el segundo, coronada por un frontón.
Desde que se inició con la construcción de este templo se pensó en una casa donde habitara el sacerdote que atendía a la feligresía y así fue, construyeron unos pequeños cuartos donde vivía el sacerdote y donde atendía a sus fieles. Sin embargo, por el año de 1963 el padre José Manuel Pérez Esquivel recién llegado a esta parroquia, como párroco, vio la necesidad de dignificar estos espacios. Se dio privacidad a la casa parroquial, Construcción es sencilla de estilo colonial mexicano.
Con el paso del tiempo la población fue creciendo, la Parroquia de Santa María de la Asunción comprendía todo el municipio con sus diferentes comunidades el 6 de julio de 2007, el señor Obispo D. Mario De Gasperín Gasperín, realizó la erección de la Parroquia de San José, en la comunidad de Fuentezuelas, municipio de Tequisquiapan, Qro. Desmembrándose de la Parroquia de Santa María de la ‘Asunción; formando en aquel entonces parte de esta nueva parroquia las comunidades de Fuentezuelas, El Tejocote, Los Cerritos, La Fuente, La Laja. A partir del 4 de junio de 2014, con la guía del actual párroco J. Salvador Arturo Herrera se comenzó con la restauración de la pintura mural interior comenzando con el presbiterio, culminando esta etapa con la bendición de sede y ambón, además de consagrar el nuevo altar en junio de 2015 por su Excelencia Mons. Faustino Armendáriz Jiménez; posteriormente se continuó con el rescate de la pintura de los cruceros del Templo, capilla del Santísimo Sacramento, coro y el Cañón Principal, restando por restaurar la Cúpula y Bautisterio.

## Descripción

### Exterior
La Parroquia Santa María de la Asunción se encuentra ubicada al norte de la plaza Hidalgo en el centro de la cabecera municipal de Tequisquiapan, que se localiza en la región de los valles centrales de la diócesis de Querétaro, y en la parte sureste del estado de Querétaro.
El exterior de la parroquia muestra un estilo neoclásico. El frontispicio está construido con cantera blanca y el resto de la construcción con piedra y mampostería.
Desde el punto más alto de la construcción, que es el copulín, hasta el suelo hay una distancia de 40.5 metros.

### Interior
Actualmente (2015) el interior de la parroquia está conformado por el bautisterio, la capilla de San Martín de Torres, la capilla del Sagrado Corazón, el presbiterio y la sacristía, así como la casa parroquial. En 1966 se construyeron salones para cursos, oficinas y el salón parroquial.

## Culto
En la Parroquia Santa María de la Asunción se practica la religión católica, sujeta a la mitra de la capital, y esta a su vez a la Santa Sede.

## Fiestas

### Semana Santa
El festejo de Semana Santa en la Parroquia Santa María de la Asunción se inicia desde el miércoles, en el que se erige un monumento que representa a Cristo orando en el Huerto de Getsemaní. Al día siguiente se lleva a cabo el lavatorio de pies, y se escenifica la aprensión de Jesús.
El viernes se lleva a cabo el viacrucis, escenificando las tres caídas que tuvo Cristo y a continuación, en el interior del templo, se escenifica la crucifixión. Durante la noche Cristo es bajado de la cruz y colocado en un ataúd de cristal, y es llevado desde la iglesia hasta el barrio de San Juan en lo que se llama la Procesión del Silencio. A esta procesión se lleva la imagen de la Virgen de la Soledad que representa a María, la madre de Cristo, que ha quedado sola porque su hijo ha muerto. Luego de ir al barrio de San Juan se regresa nuevamente al templo, donde Cristo ha quedado en el Santo Sepulcro.
El sábado se realiza el rital del fuego nuevo que simboliza que se abre la gloria. En el exterior de la iglesia se enciende una hoguera, de la que se enciende el cirio pascual, donde los fieles, a su vez, encienden sus propios cirios, impregnándolos de la luz de Dios.
El domingo se coloca en el altar de la iglesia una imagen de Cristo resucitado, que ha salido triunfante de la muerte, ascendiendo a la gloria en cuerpo y alma.

### Asunción de María
En la parroquia se celebra la Asunción de María el día 15 de agosto, ya que es la fecha que marca el calendario eclesiástico como el día en que María subió al cielo en cuerpo y alma.
La celebración de la fiesta se inicia el 4 de agosto con una novena que se realiza por las calles del pueblo, donde un grupo de fieles rezan el rosario por las calles hasta llegar al templo. El día 13 del mismo mes se realiza la dormición de la virgen en el que se acuesta a la virgen y se rodea de manzanas. La virgen permanece dormida durante el día del 14, y en la noche es colocada en su trono en el altar. El día 15 ocurre la asunción de María en cuerpo y alma.

### Navidad
Para la celebración de Navidad, en la Parroquia Santa María de la Asunción se instala un nacimiento y se imparte misa de gallo.

## Galería de Imágenes

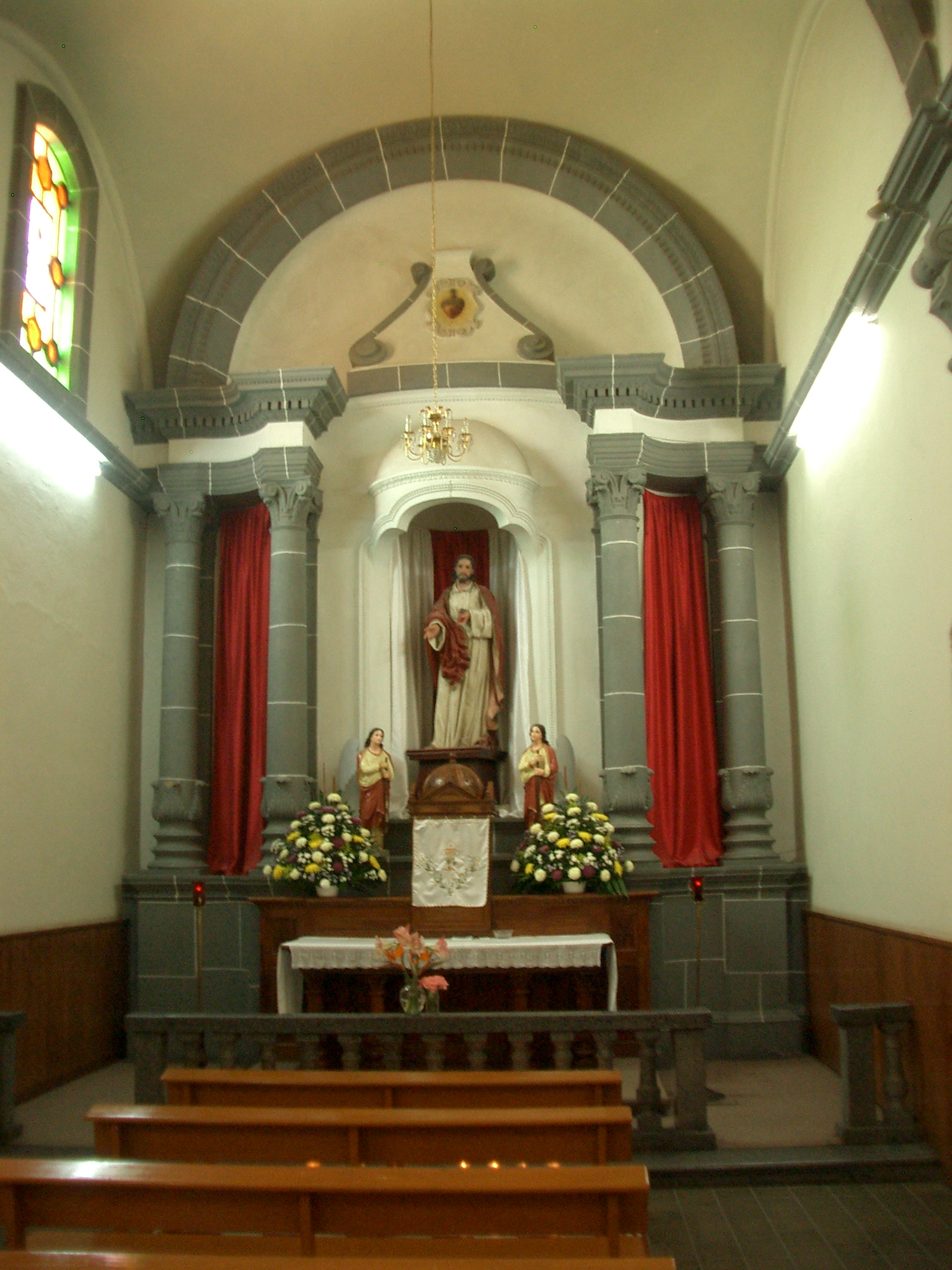
Capilla del Sagrado Corazón.
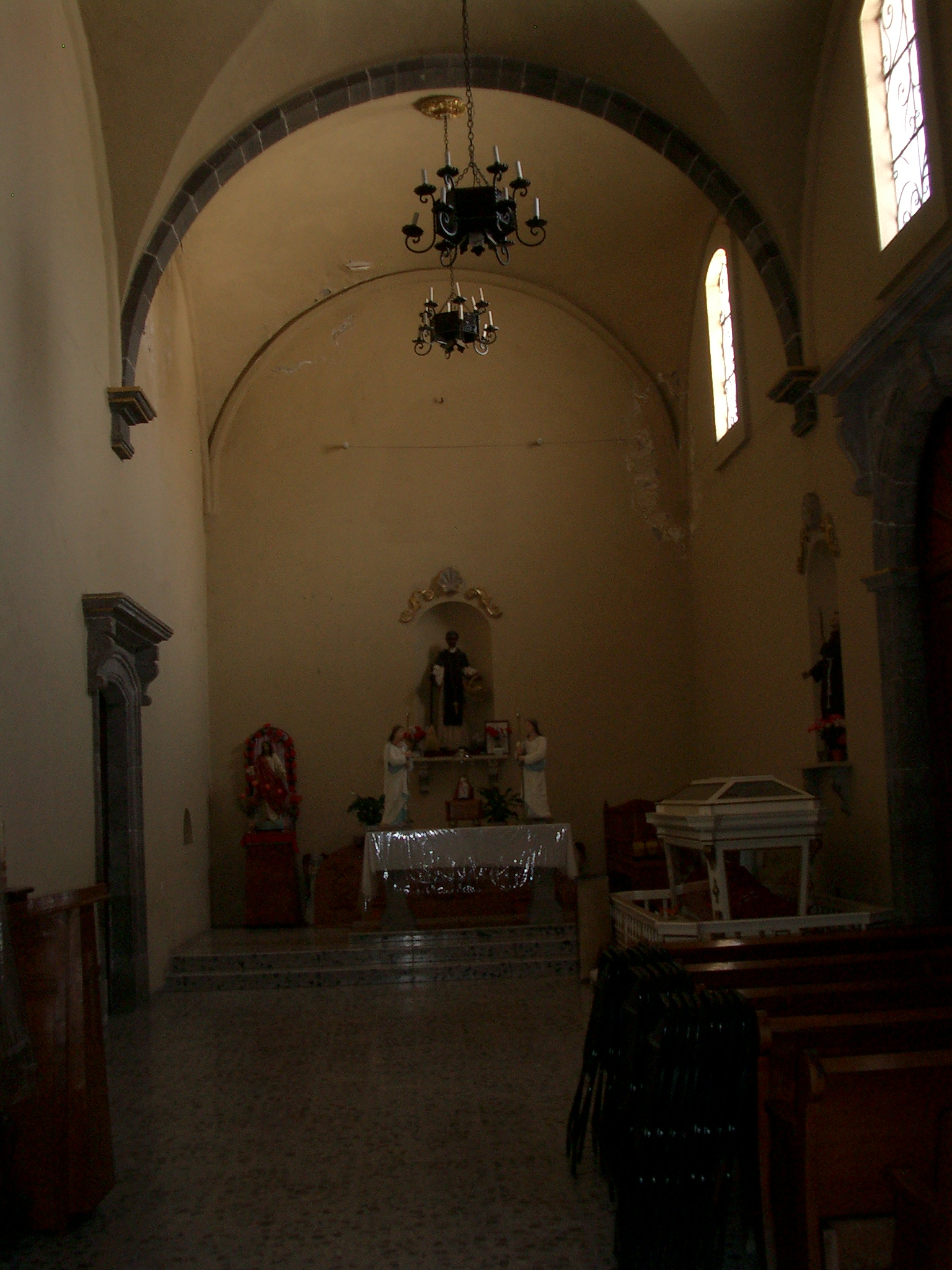
Capilla de San Martín de Porres.
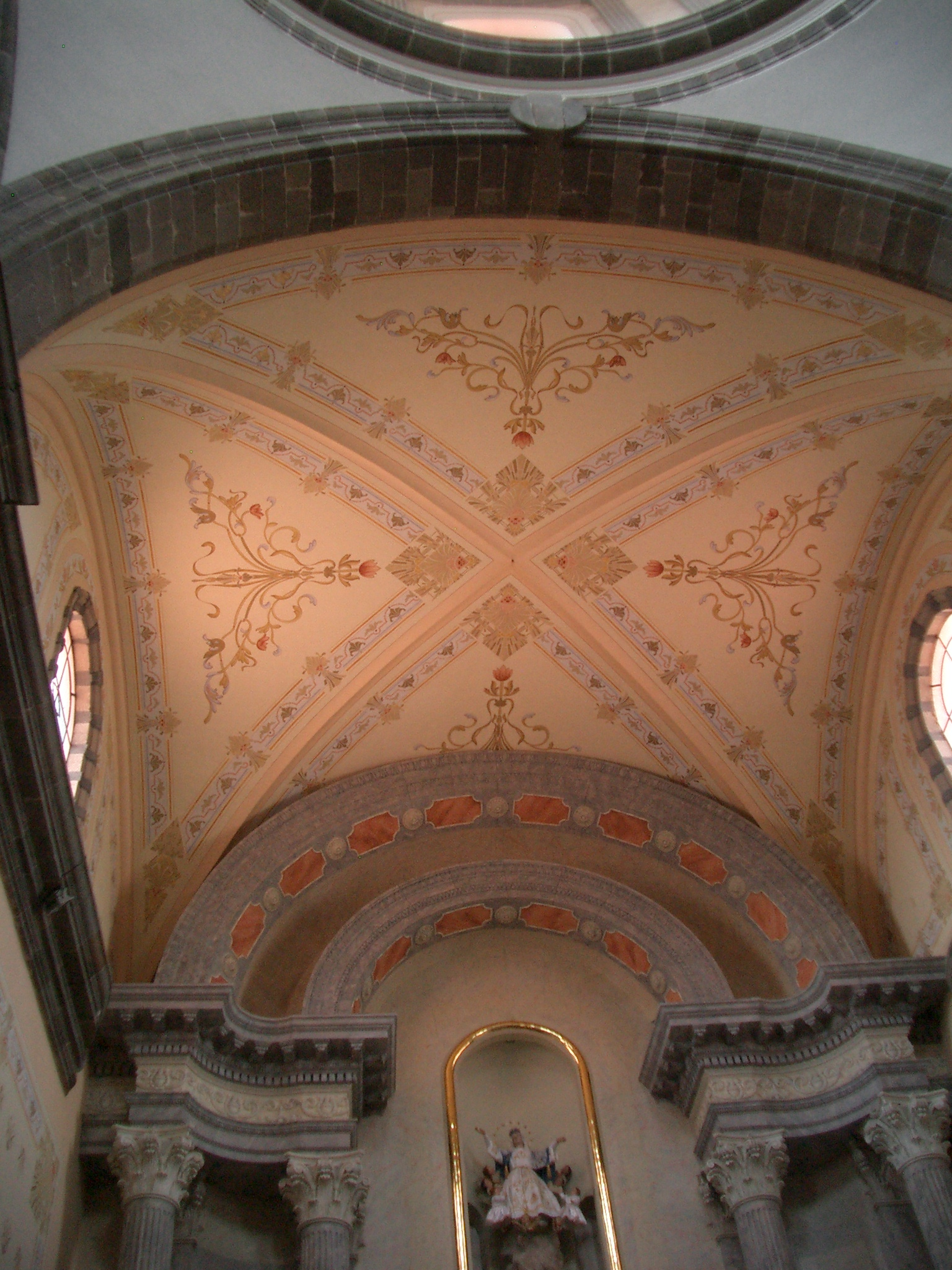
Detalle de pintura decorativa en el techo del presbiterio.
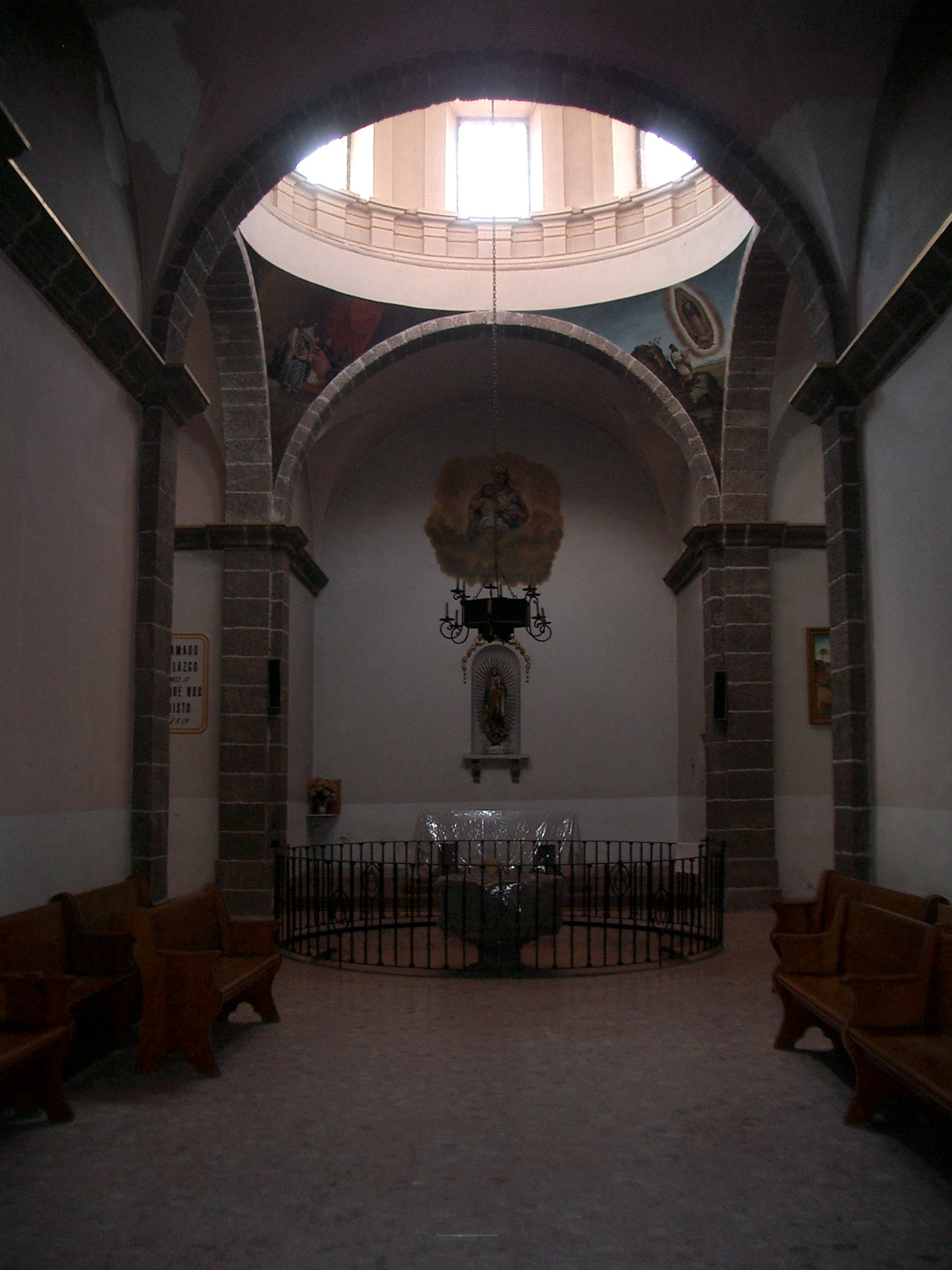
Baptisterio de la parroquia, que antes era la Capilla del Carmen.
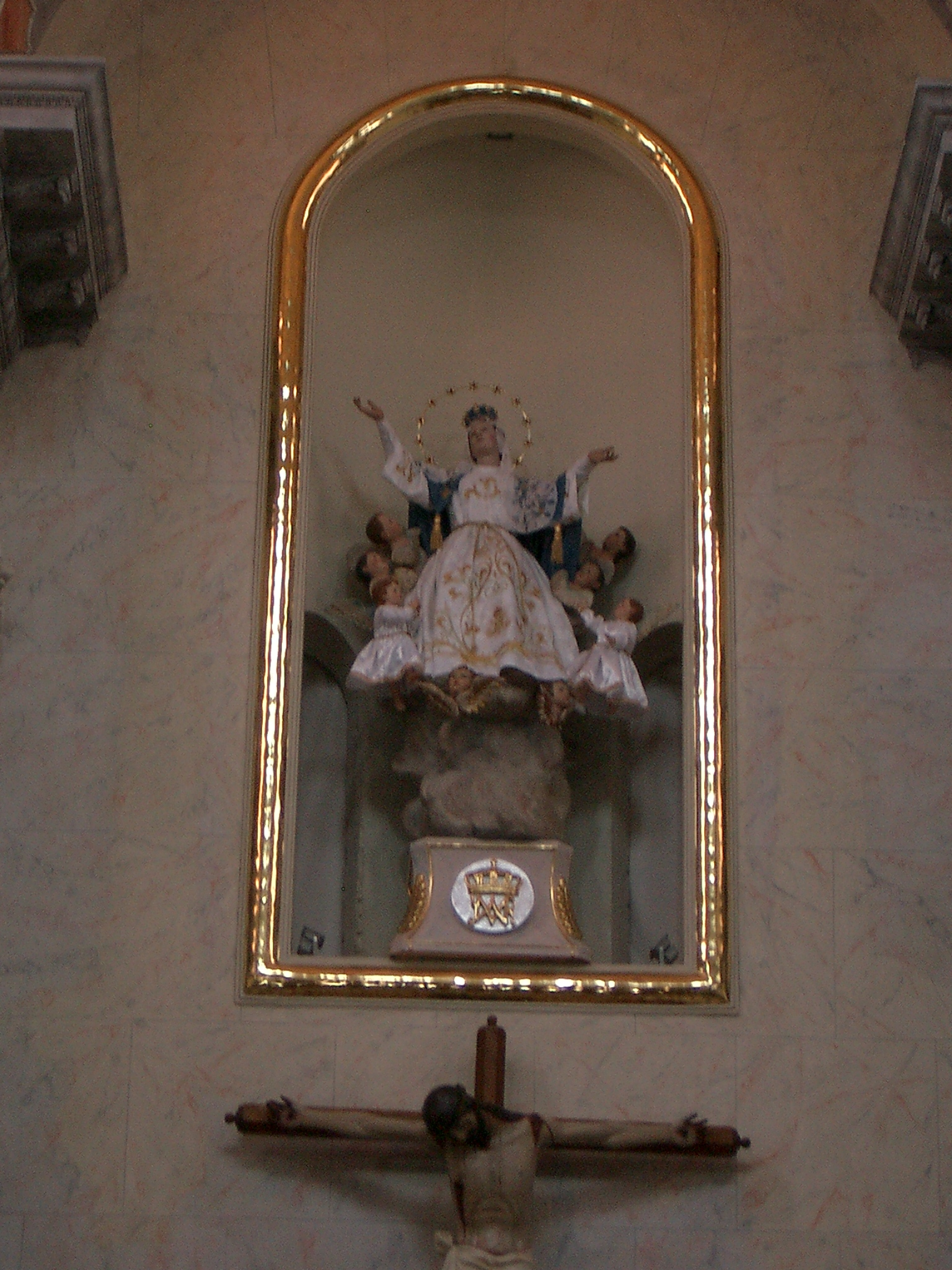
Detalle del altar. Nicho donde se encuentra la imagen de la Virgen de la Asunción.
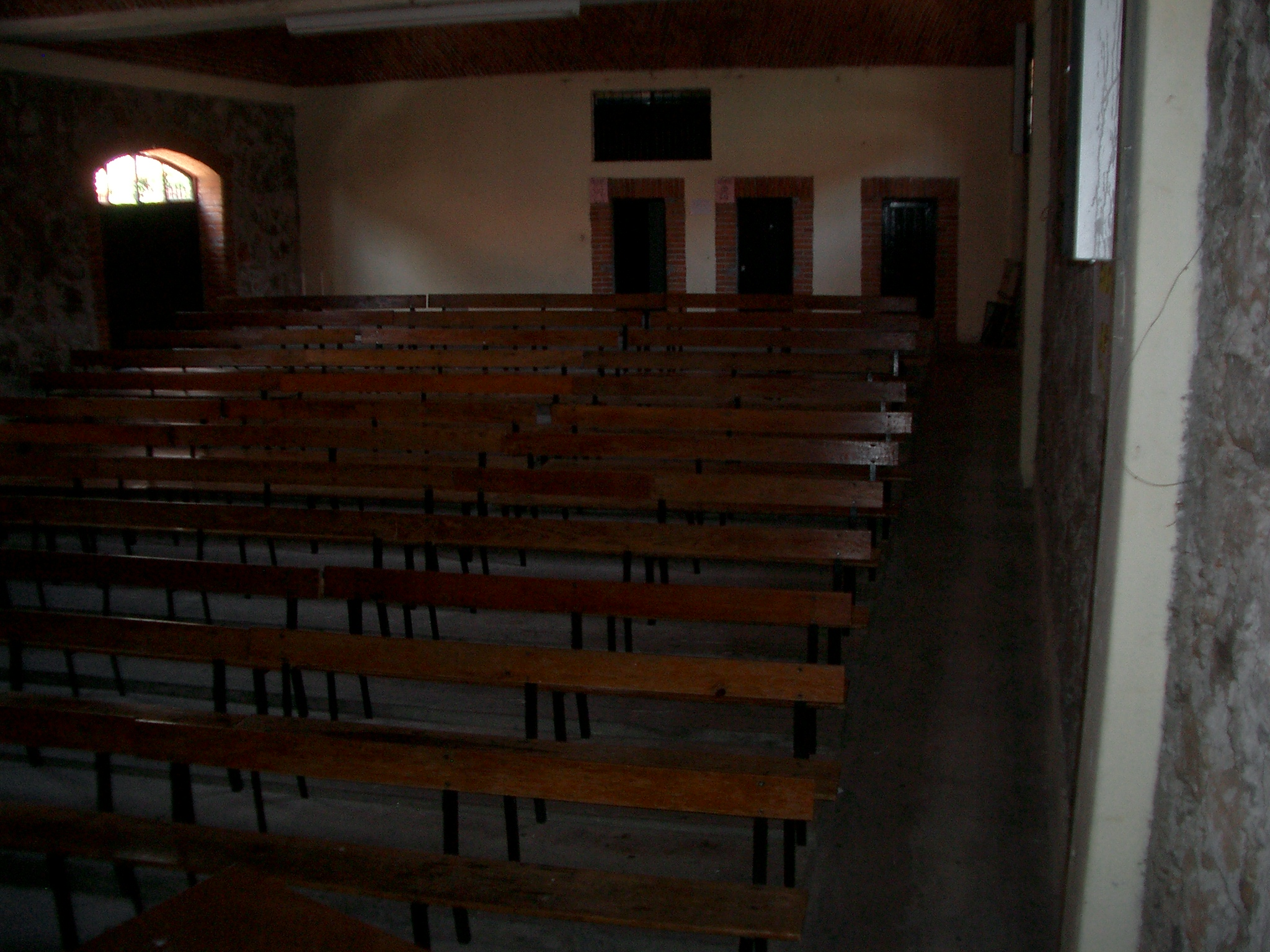
Salón Parroquial, donde se organizan juntas, se imparten clases de catecismo y se realizan algunos eventos.
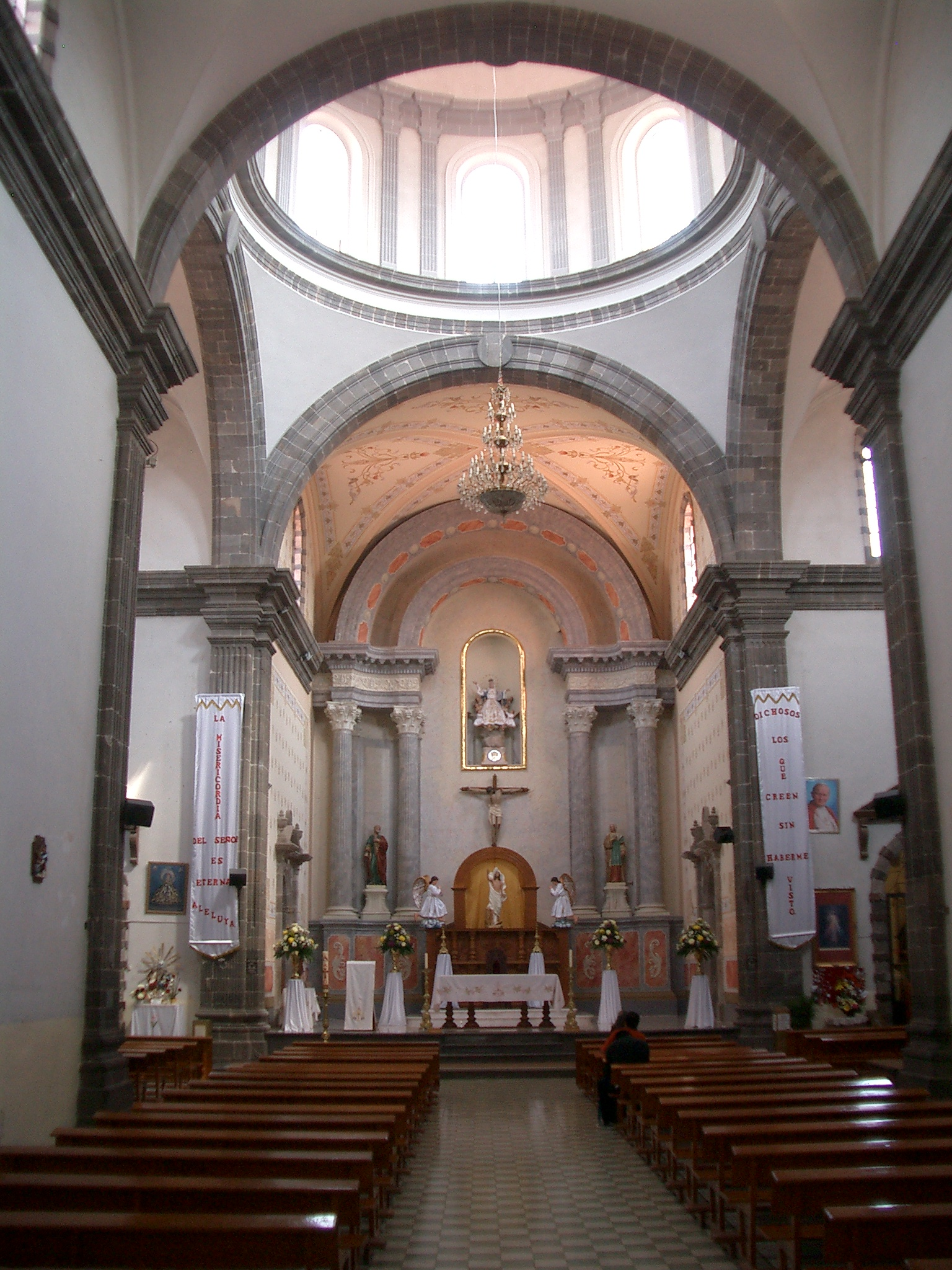
Presbiterio. Se aprecia ubicación de la bóveda principal, donde mide más de 40 metros de altura.
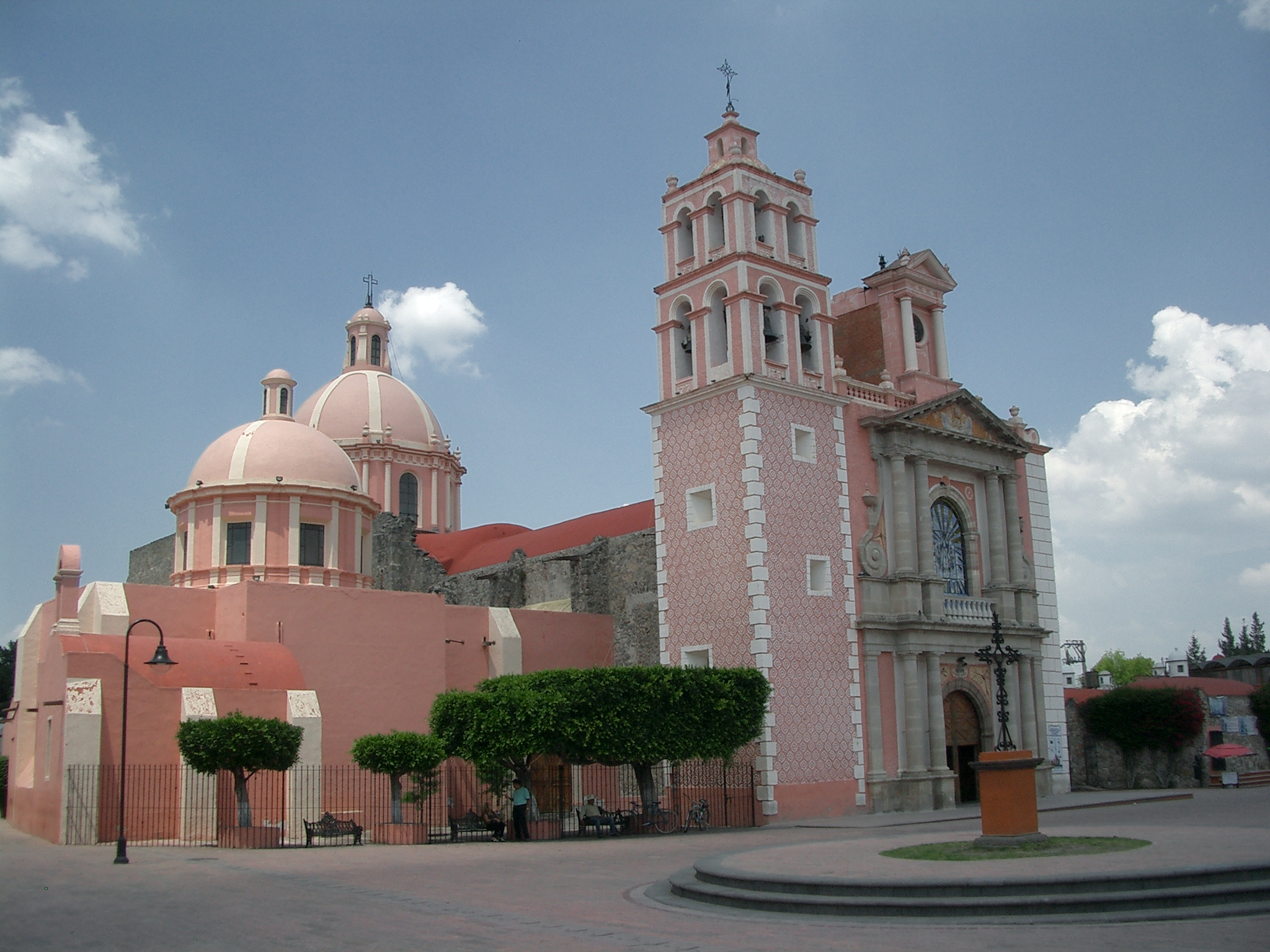
Frontispicio.